# Зайнуллин, Марат Валиевич
Марат Валиевич Зайнуллин (5 ноября 1935—13 мая 2016) — советский учёный-лингвист, языковед, доктор филологических наук (1988), академик Академии наук Республики Башкортостан с 2009 года. Профессор. Почётный работник высшего профессионального образования России (1997), отличник высшей школы СССР (1981), заслуженный деятель науки Республики Башкортостан (1991), отличник народного образования Республики Башкортостан (1995),

## Биография
Марат Зайнуллин родился 5 ноября 1935 года в деревне Верхнее Сазово Кугарчинского района БАССР. В 1959 году окончил Башкирский государственный университет (ныне Уфимский университет науки и технологий) по специальности — филология.
С 1960 года работал в Башкирском государственном университете (БГУ), (ныне Уфимский университет науки и технологий). В 1988 году защитил докторскую диссертацию, а с 2000 года является деканом факультета башкирской филологии и журналистики БГУ (ныне Уфимский университет науки и технологий).
Научные интересы Марата Валиевича Зайнуллина — исследования грамматического строя башкирского языка, сопоставление башкирского и русского языков. Внес вклад в разработку функционально-семантических категорий в башкирском языке, научной грамматики современного башкирского языка. Создал научную школу по башкирскому языкознанию, разработал теорию модальности в современном башкирском языке.
Похоронен на Южном кладбище в Уфе.

### Семья
Дочь — Лилия Маратовна Зайнуллина (1960—2016) — профессор кафедры иностранных языков экономического факультета и послевузовского образования Башкирского государственного университета, доктор филологических наук.

## Ученики
Среди учеников Зайнуллина — около 50 докторов и 20 кандидатов наук.

## Звания и награды
Заслуженный деятель науки Республики Башкортостан (1991), отличник высшей школы СССР (1981), академик Международной Тюркской академии, действительный член Гуманитарной академии РФ, почётный работник высшего профессионального образования России (1997), отличник народного образования РБ (1995), лауреат премии Госкомвуза СССР (1988), лауреат премии имени проф. Дж. Г. Киекбаева, лауреат премий имени Зайнаб Биишевой, журналов «Агидель», «Башкортостан укытыусыһы».

## Работы
Зайнуллин является автором более 350 научных работ.
- Грамматика современного башкирского литературного языка. М.: Наука, 1981 (соавтор).
- О сущности и границах категории модальности. Уфа: Мир печати, 2000.
- Современный башкирский литературный язык. Морфология (на башк. яз.). Уфа: Китап, 2005.
- «Функционально-семантическая категория модальности (на материале башкирского языка)» (Саратов, 1986)
- «Категория модальности в современном башкирском языке» (Уфа, 1975).